# Jean-Claude Olivier
Jean-Claude Olivier (* 27. Februar 1945 in Croix; † 12. Januar 2013 in Wancourt) war ein französischer Motorradrennfahrer und langjähriger Präsident von Yamaha Motor France.

## Karriere

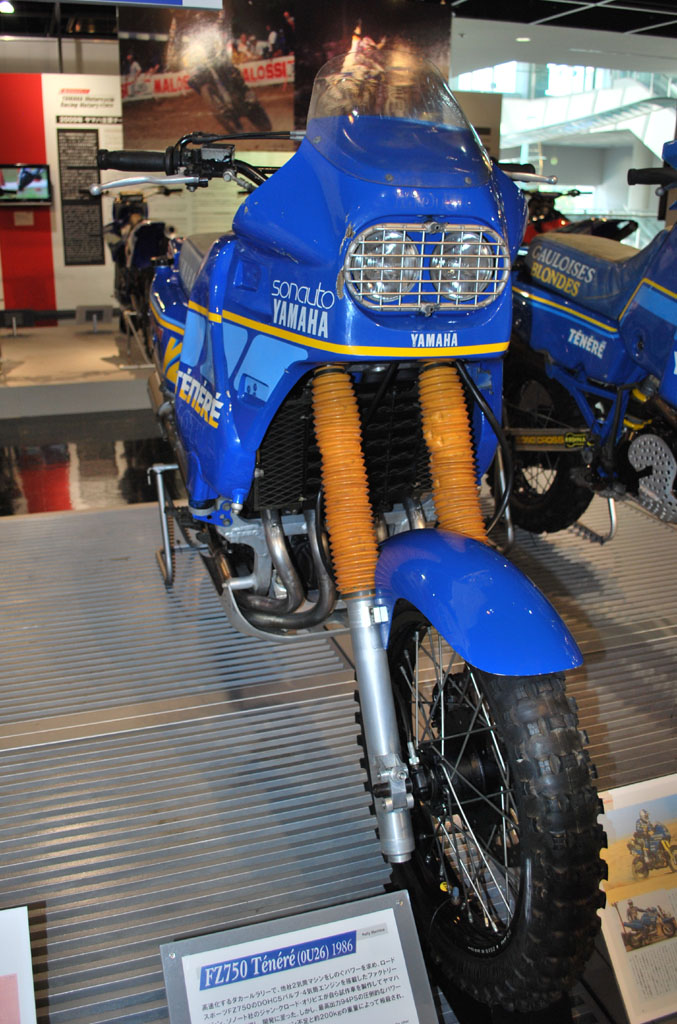
Oliviers Yamaha FZ 750 aus dem Jahr 1986.

Olivier wurde in Croix in Nordfrankreich als Sohn des Rennfahrers und Bootsbauer Gonzague Olivier geboren. Nach dem Besuch der Schule und dem Militärdienst fand er 1965 eine Anstellung beim französischen Yamaha-Importeur Sonauto. Von der Firma beauftragt, in Frankreich ein Yamaha-Händlernetz aufzubauen, fuhr Olivier in einem Kleintransport und vier Yamaha-Maschinen durch Frankreich. Als Werbeikone diente ihm zeitweise die französische Schauspielerin Brigitte Bardot. Ende des Jahres waren bereits 117 Maschinen verkauft worden.
1966 fand er seinen Weg in den europäischen Motorradrennsport. In Straßen- und Offroadwettbewerben warb Olivier für die von Sonauto importierten Yamaha-Motorräder. Recht bald hatte er sich den Ruf eines guten Motocross und Enduro-Fahrers erlangt.
1979 nahm Olivier auf einer Yamaha XT 500 an der ersten Austragung Rallye Dakar teil. Die Rallye endete für ihn mit einem Sturz. Die folgenden Jahre entwickelte Olivier mit einer eigenen Technikabteilung die Yamaha-Werksmaschinen weiter. 1981 wurde Olivier Manager des Yamaha France Dakar Teams bei der Rallye Dakar. 1983 nahm er auf einer Yamaha XT 600 erneut an der Rallye teil. Abseits der Rallye-Wettbewerbe führte Olivier das Sonauto Team in die Grand-Prix-Serie ein. 1985 wurde Olivier bei der Rallye Dakar hinter Gaston Rahier Zweiter.
1985 nahm Olivier mit einer eigens für ihn gebauten Yamaha FZT 750 an der Pharaonen-Rallye teil. Nach einem Sprung brach der Rahmen dieser Maschine und Olivier zog sich bei dem darauffolgenden Sturz mehrere Knochenbrüche zu. Olivier ließ sich jedoch nicht entmutigen und 1986 nahm er erneut an der Rallye Paris–Dakar teil. Die Rallye wurde vom Tod seines Freundes Thierry Sabine überschattet. 1987 nahm Olivier mit einer Yamaha FZT 920 noch einmal an der Rallye teil; der Sieg blieb weiterhin aus. Ab diesem Jahr war er Förderer von Stéphane Peterhansel: Zwischen beiden Männern entwickelte sich eine tiefe Freundschaft.
1988 trat Yamaha mit drei Werksteams bei der Rallye an. Olivier auf Startnummer 80 konnte für den Wettbewerb den Enduro-Weltmeister André Malherbe gewinnen. Malherbe verunglückte während der Rallye schwer und zog sich einen Genickbruch zu, der zur Querschnittslähmung führte. Der hinter ihm fahrende Olivier erreichte als Erster die Unfallstelle und beatmete Malherbe. Um den Rettungshubschrauber die Unfallstelle zu signalisieren, zündete er dessen Maschine an. Nur auf ausdrücklichen Wunsch Malherbes fuhr Olivier die Rallye noch zu Ende.
1991 führte er Peterhansel auf Yamaha zum Sieg auf der Rallye Paris–Dakar. 1992 wurde Olivier Präsident des französischen Teams Yamaha Motor France, nachdem die Japaner sich von Sonauto gelöst hatten. 1995 nahm Olivier an seiner letzten Rallye Paris–Dakar teil. Die Rallye endete für ihn nach einem Sturz und weiteren Knochenbrüchen. 1998 siegte Peterhansel auf einer Yamaha noch einmal für das französische Team um Olivier. Danach verabschiedete er sich zunächst aus dieser Szene. 2004 erfolgte ein kurzes Gastspiel mit den Enduro-Piloten David Frétigné auf einer Yamaha WR 450. 2008 verunglückte Olivier beim Paragliding schwer und zog sich folgenschwere Verletzungen an seiner rechten Hand zu. 2010 ging er im Alter von 65 Jahren in den Ruhestand.
Am 12. Januar 2013 wurde Olivier in einem Verkehrsunfall bei Paris verwickelt. Ein ihm entgegenkommender LKW durchbrach die Leitplanke und schleuderte auf die Gegenfahrbahn, wobei er das Auto von Olivier frontal traf. Olivier war sofort tot. Seine mitfahrende Tochter erlitt leichte Verletzungen.